# 16447 Vauban
A 16447 Vauban (ideiglenes jelöléssel 1989 RX) a Naprendszer kisbolygóövében található aszteroida. Eric Walter Elst fedezte fel 1989. szeptember 3-án.